# Ahmad Abbas Chajri
Ahmad Abbas Chajri Sabri (arab. أحمد عباس خيري صبري) – egipski lekkoatleta, sprinter. Uczestnik igrzysk olimpijskich w 1920.
Podczas Igrzysk Olimpijskich w Antwerpii w 1920 roku brał udział w biegu na 100, 200 i 400 metrów. W każdym z tych biegów odpadał już po pierwszej rundzie.